# Чемпіонат Азії з боротьби 2016
Чемпіонат Азії з боротьби 2016 пройшов з 17 по 21 лютого 2016 року в Бангкоку, Таїланд, в павільйоні Тайсько-японського молодіжного центру Бангкока (тай. ศูนย์เยาวชนกรุงเทพมหานคร).
На чемпіонаті проводилися змагання з вільної та греко-римської боротьби серед чоловіків і вільної боротьби серед жінок.
Було розіграно двадцять чотири комплекти нагород — по вісім у вільній, греко-римській та жіночій боротьбі. Бронзові нагороди вручалися обом спортсменам, що виграли втішні сутички.

## Країни учасники
У змаганнях взяли участь 285 спортсменів, що представляли 25 збірних команд.
| - Бахрейн (2) - В'єтнам (13) - Йорданія (1) - Індія (24) - Ірак (7) - Іран (16) - Казахстан (24) - Катар (2) - Киргизстан (17) | - Китайський Тайбей (10) - КНР (23) - Монголія (16) - ОАЕ (1) - Пакистан (4) - Палестина (1) - Сінгапур (4) - Північна Корея (8) | - Південна Корея (22) - Таджикистан (9) - Таїланд (11) - Туркменістан (13) - Узбекистан (24) - Філіппіни (3) - Шрі-Ланка (6) - Японія (24) |

## Загальний медальний залік
| Місце  | Країна         | Золото | Срібло | Бронза | Загалом |
| ------ | -------------- | ------ | ------ | ------ | ------- |
| 1      | Іран           | 9      | 2      | 3      | 14      |
| 2      | Киргизстан     | 3      | 2      | 5      | 10      |
| 3      | КНР            | 3      | 1      | 8      | 12      |
| 4      | Казахстан      | 2      | 7      | 8      | 17      |
| 5      | Японія         | 2      | 2      | 1      | 5       |
| 6      | Монголія       | 2      | 1      | 9      | 12      |
| 7      | Індія          | 1      | 3      | 5      | 9       |
| 8      | Південна Корея | 1      | 0      | 4      | 5       |
| 9      | Бахрейн        | 1      | 0      | 1      | 2       |
| 10     | Узбекистан     | 0      | 3      | 1      | 4       |
| 11     | Північна Корея | 0      | 2      | 0      | 2       |
| 12     | В'єтнам        | 0      | 1      | 2      | 3       |
| 13     | Таджикистан    | 0      | 0      | 1      | 1       |
| Всього | Всього         | 24     | 24     | 48     | 96      |

## Рейтинг команд
| Місце в рейтингу | Вільна боротьба (чоловіки) | Вільна боротьба (чоловіки) | Греко-римська боротьба (чоловіки) | Греко-римська боротьба (чоловіки) | Вільна боротьба (жінки) | Вільна боротьба (жінки) |
| Місце в рейтингу | Команда                    | Бали                       | Команда                           | Бали                              | Команда                 | Бали                    |
| ---------------- | -------------------------- | -------------------------- | --------------------------------- | --------------------------------- | ----------------------- | ----------------------- |
| 1                | Іран                       | 73                         | Іран                              | 71                                | КНР                     | 65                      |
| 2                | Монголія                   | 63                         | Казахстан                         | 58                                | Японія                  | 59                      |
| 3                | Казахстан                  | 56                         | Киргизстан                        | 49                                | Казахстан               | 53                      |
| 4                | Індія                      | 41                         | Узбекистан                        | 47                                | Індія                   | 52                      |
| 5                | Киргизстан                 | 40                         | Південна Корея                    | 44                                | Монголія                | 46                      |
| 6                | Японія                     | 35                         | Індія                             | 43                                | Південна Корея          | 43                      |
| 7                | КНР                        | 31                         | КНР                               | 42                                | В'єтнам                 | 38                      |
| 8                | Південна Корея             | 23                         | Туркменістан                      | 16                                | Узбекистан              | 30                      |
| 9                | Узбекистан                 | 22                         | Японія                            | 15                                | Північна Корея          | 23                      |
| 10               | Таджикистан                | 14                         | Ірак                              | 14                                | Киргизстан              | 16                      |

## Медалісти

### Чоловіки

#### Вільна боротьба
| Категорія | Золото                     | Срібло                      | Бронза                             |
| 57 кг     | Сандіп Томар Індія         | Чон Хак Чин Північна Корея  | Содномдашийн Батболд Монголія      |
| 57 кг     | Сандіп Томар Індія         | Чон Хак Чин Північна Корея  | Улукбек Жолдошбеков Киргизстан     |
| 61 кг     | Даулет Ніязбеков Казахстан | Бехнам Ехсанпур Іран        | Жань Буладаорії КНР                |
| 61 кг     | Даулет Ніязбеков Казахстан | Бехнам Ехсанпур Іран        | Тюменбілегійн Тювшинтулга Монголія |
| 65 кг     | Мейсам Нассірі Іран        | Нурлан Бекжанов Казахстан   | Ма Цюньюн КНР                      |
| 65 кг     | Мейсам Нассірі Іран        | Нурлан Бекжанов Казахстан   | Батчулууни Батмагнай Монголія      |
| 70 кг     | Адам Батиров Бахрейн       | Ом Пракаш Вінод Кумар Індія | Мохаммад Надері Іран               |
| 70 кг     | Адам Батиров Бахрейн       | Ом Пракаш Вінод Кумар Індія | Буянжавин Батзоріг Монголія        |
| 74 кг     | Мустафа Хоссейнхані Іран   | Жигер Закіров Казахстан     | Саякбай Усупов Киргизстан          |
| 74 кг     | Мустафа Хоссейнхані Іран   | Жигер Закіров Казахстан     | Азамат Суфієв Таджикистан          |
| 86 кг     | Есан Лашгарі Іран          | Оргодолин Уйтумен Монголія  | Квон Хьок Бьом Південна Корея      |
| 86 кг     | Есан Лашгарі Іран          | Оргодолин Уйтумен Монголія  | Аслан Кахідзе Казахстан            |
| 97 кг     | Реза Яздані Іран           | Магомед Мусаєв Киргизстан   | Бакдаулет Альментай Казахстан      |
| 97 кг     | Реза Яздані Іран           | Магомед Мусаєв Киргизстан   | Доржхандин Хюдербулга Монголія     |
| 125 кг    | Парвіз Хаді Іран           | Даулет Шабанбай Казахстан   | Аяал Лазарев Киргизстан            |
| 125 кг    | Парвіз Хаді Іран           | Даулет Шабанбай Казахстан   | Нацагсюренгійн Золбоо Монголія     |

#### Греко-римська боротьба
| Категорія | Золото                        | Срібло                             | Бронза                        |
| 59 кг     | Канибек Жолчубеков Киргизстан | Саман Абдевалі Іран                | Мейрамбек Айнагулов Казахстан |
| 59 кг     | Канибек Жолчубеков Киргизстан | Саман Абдевалі Іран                | Гаурав Шарма Індія            |
| 66 кг     | Чой Гі Ук Південна Корея      | Асхат Жанбиров Казахстан           | Мехді Зейдванд Іран           |
| 66 кг     | Чой Гі Ук Південна Корея      | Асхат Жанбиров Казахстан           | Арам Варданян Узбекистан      |
| 71 кг     | Афшин Біабангард Іран         | Нурбек Холмухамматов Узбекистан    | Дархан Баяхметов Казахстан    |
| 71 кг     | Афшин Біабангард Іран         | Нурбек Холмухамматов Узбекистан    | Чжан Рідон КНР                |
| 75 кг     | Досжан Картіков Казахстан     | Ділшод Турдієв Узбекистан          | Руслан Царьов Киргизстан      |
| 75 кг     | Досжан Картіков Казахстан     | Ділшод Турдієв Узбекистан          | Паям Буєрі Іран               |
| 80 кг     | Рамін Тахері Іран             | Айша Айшань КНР                    | Харпріт Сінгх Індія           |
| 80 кг     | Рамін Тахері Іран             | Айша Айшань КНР                    | Асхат Дільмухамедов Казахстан |
| 85 кг     | Жанарбек Кенжеєв Киргизстан   | Мухаммадалі Шамсіддінов Узбекистан | Пак Чін Сон Південна Корея    |
| 85 кг     | Жанарбек Кенжеєв Киргизстан   | Мухаммадалі Шамсіддінов Узбекистан | Кон Лян КНР                   |
| 98 кг     | Мехді Аліярі Іран             | Хардіп Сінгх Індія                 | Узур Джузупбеков Киргизстан   |
| 98 кг     | Мехді Аліярі Іран             | Хардіп Сінгх Індія                 | Могамед Абдельфатах Бахрейн   |
| 130 кг    | Амір Газемі Монжазі Іран      | Мурат Рамонов Киргизстан           | Навін Кумар Індія             |
| 130 кг    | Амір Газемі Монжазі Іран      | Мурат Рамонов Киргизстан           | Дамір Кузембаєв Казахстан     |

### Жінки

#### Вільна боротьба
| Категорія | Золото                          | Срібло                      | Бронза                          |
| 48 кг     | Сунь Янань КНР                  | Ірина Борисова Казахстан    | Ву Тхі Ханг В'єтнам             |
| 48 кг     | Сунь Янань КНР                  | Ірина Борисова Казахстан    | Ері Тосака Японія               |
| 53 кг     | Пан Цяньюй КНР                  | Нгуєн Тхі Луа В'єтнам       | О Хьон Йон Південна Корея       |
| 53 кг     | Пан Цяньюй КНР                  | Нгуєн Тхі Луа В'єтнам       | Вінеш Фогат Індія               |
| 55 кг     | Даваасухійн Отгонцецег Монголія | Пріянка Фогат Індія         | Кієу Тхі Лю В'єтнам             |
| 55 кг     | Даваасухійн Отгонцецег Монголія | Пріянка Фогат Індія         | Ум Джи Ин Південна Корея        |
| 58 кг     | Айсулуу Тинибекова Киргизстан   | Аїм Абдільдіна Казахстан    | Жоу Жаньтінь КНР                |
| 58 кг     | Айсулуу Тинибекова Киргизстан   | Аїм Абдільдіна Казахстан    | Гантуя Енхбатин Монголія        |
| 60 кг     | Хань Ін'янь КНР                 | Аяка Іто Японія             | Отгонбатин Оюунтуяа Монголія    |
| 60 кг     | Хань Ін'янь КНР                 | Аяка Іто Японія             | Мадіна Бакбергенова Казахстан   |
| 63 кг     | Рісако Каваї Японія             | Лім Джон Сім Північна Корея | Аніта Томар Індія               |
| 63 кг     | Рісако Каваї Японія             | Лім Джон Сім Північна Корея | Сю Жуй КНР                      |
| 69 кг     | Сара Досьо Японія               | Ельміра Сиздикова Казахстан | Зорігтин Болортунгалаг Монголія |
| 69 кг     | Сара Досьо Японія               | Ельміра Сиздикова Казахстан | Ван Цзяо КНР                    |
| 75 кг     | Очирбатин Бурмаа Монголія       | Ріно Абе Японія             | Цяньдегень Чагань КНР           |
| 75 кг     | Очирбатин Бурмаа Монголія       | Ріно Абе Японія             | Гульмарал Єркебаєва Казахстан   |